# Перекопань
Перекопань (пол. Przekopana) — частина міста Перемишля в Підкарпатському воєводстві, у Польщі, у межах етнічної української території Надсяння. Раніше було приміським селом.

## Історія

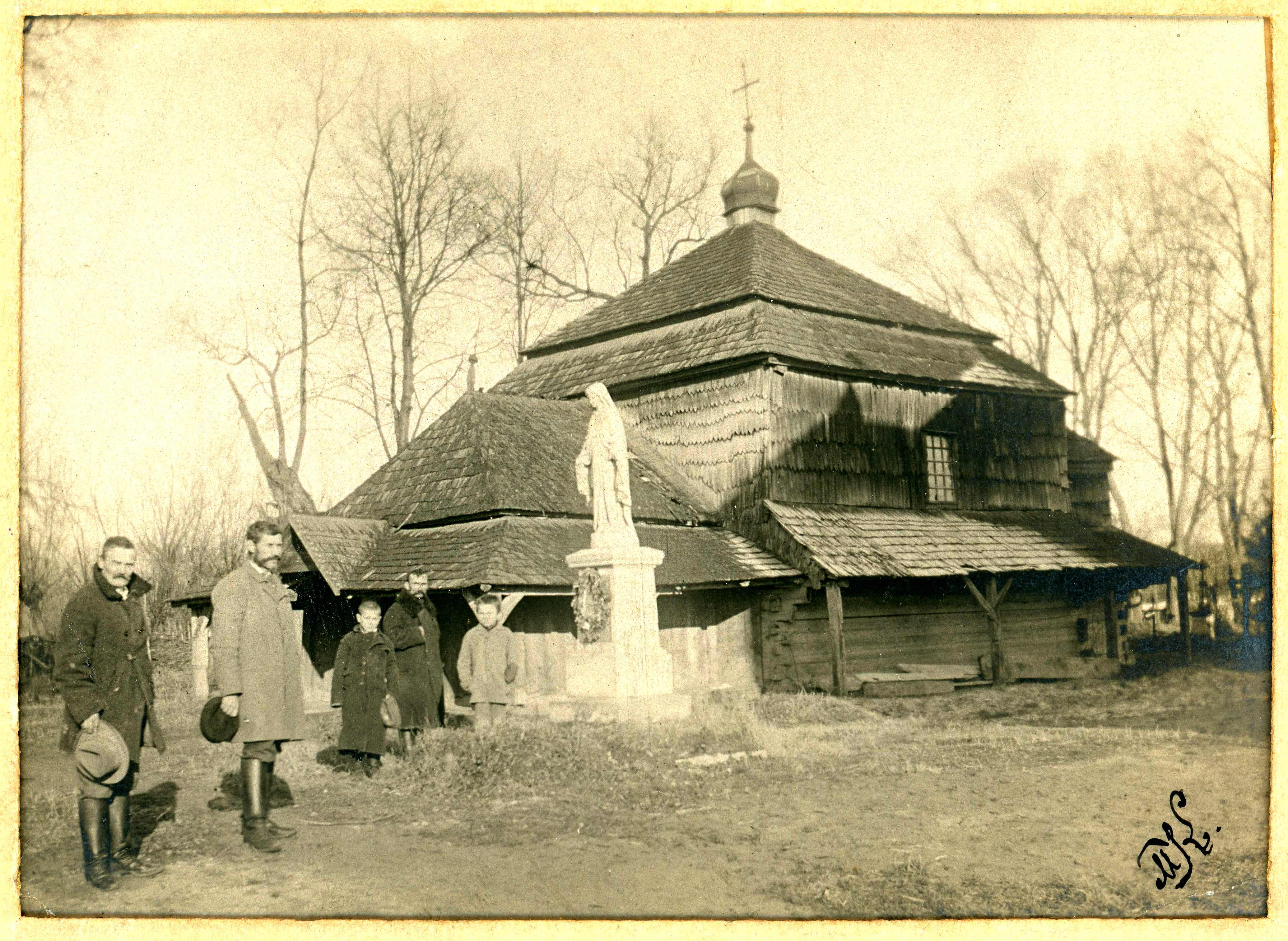
Давня дерев'яна церква на Перекопані, фото 1902 р.

Реконструкція церкви у Перекопані,
фото коло 1931 р.

У 1772 р. в Перекопань привезли із Добромильського монастиря храм святого Іллі, куплений громадою села, котра була переіменована у церкву Предствалення св. Івана Богослова.
4 листопада 1861 р. через село прокладена Галицька залізниця імені Карла Людвіга з пристанком у селі.
У 1880 р. село належало до Перемишльського повіту Королівства Галичини та Володимирії Австро-Угорської імперії, у селі було 80 будинків і 533 жителі, з них 321 греко-католик, 84 римо-католики і 128 юдеїв. 11 жовтня 1892 згорів фільварок у селі, який належав капітанові на пенсії Бубенічеку.
Після окупації поляками Галичини в 1919 р. село входило до Перемишльському повіті Львівського воєводства. 1 серпня 1934 р. село увійшло в об'єднану сільську ґміну Журавиця внаслідок об'єднання дотогочасних (збережених від Австро-Угорщини) громад сіл (ґмін).
У 1939 році в селі проживало 920 мешканців (560 українців, 280 поляків, 80 євреїв).
12 вересня 1939 року нацисти окупували село, однак вже 26 вересня 1939 року мусіли відступити, оскільки за пактом Ріббентропа-Молотова воно належало до радянської зони впливу. За кілька місяців село ввійшло до Перемишльського району Дрогобицької області. В червні 1941, з початком Радянсько-німецької війни, територія знову була окупована німцями. В липні 1944 року радянські війська оволоділи селом. Українців примусово мобілізували в Червону армію. В березні 1945 року село віддане Польщі, а українське населення в 1945—1947 роках піддане етноциду — виселено в СРСР та на понімецькі землі.
1 січня 1962 р. село включене до складу міста.

## Церква
У селі в 1914 р. збудована філіальна мурована церква св. Івана Богослова на місці давнішої дерев'яної церкви, зведеної до 1830 року, належала до греко-католицької парохії в Перемишлі Перемиського деканату Перемишльської єпархії УГКЦ.

## Населення
У 1785 році в селі проживало 270 греко-католиків і 10 римо-католиків. У 1840  — 305 греко-католиків, у 1859 — 408, у 1879 — 441, у 1899 — 470 греко-католиків, у 1926 — 520, у 1938 — 657 греко-католиків.